# Ewald Mataré

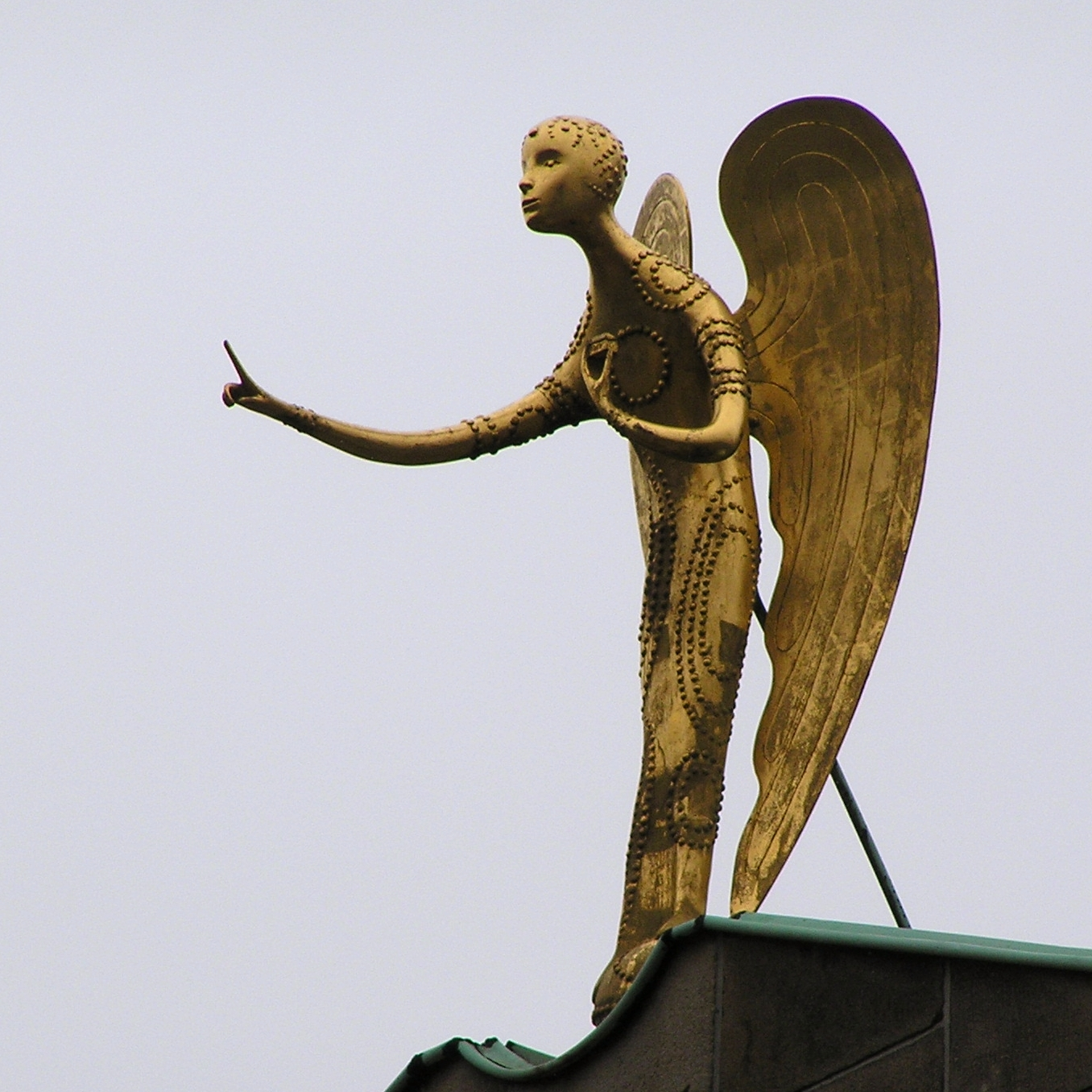
Engel op de bisschoppelijke woning in Essen

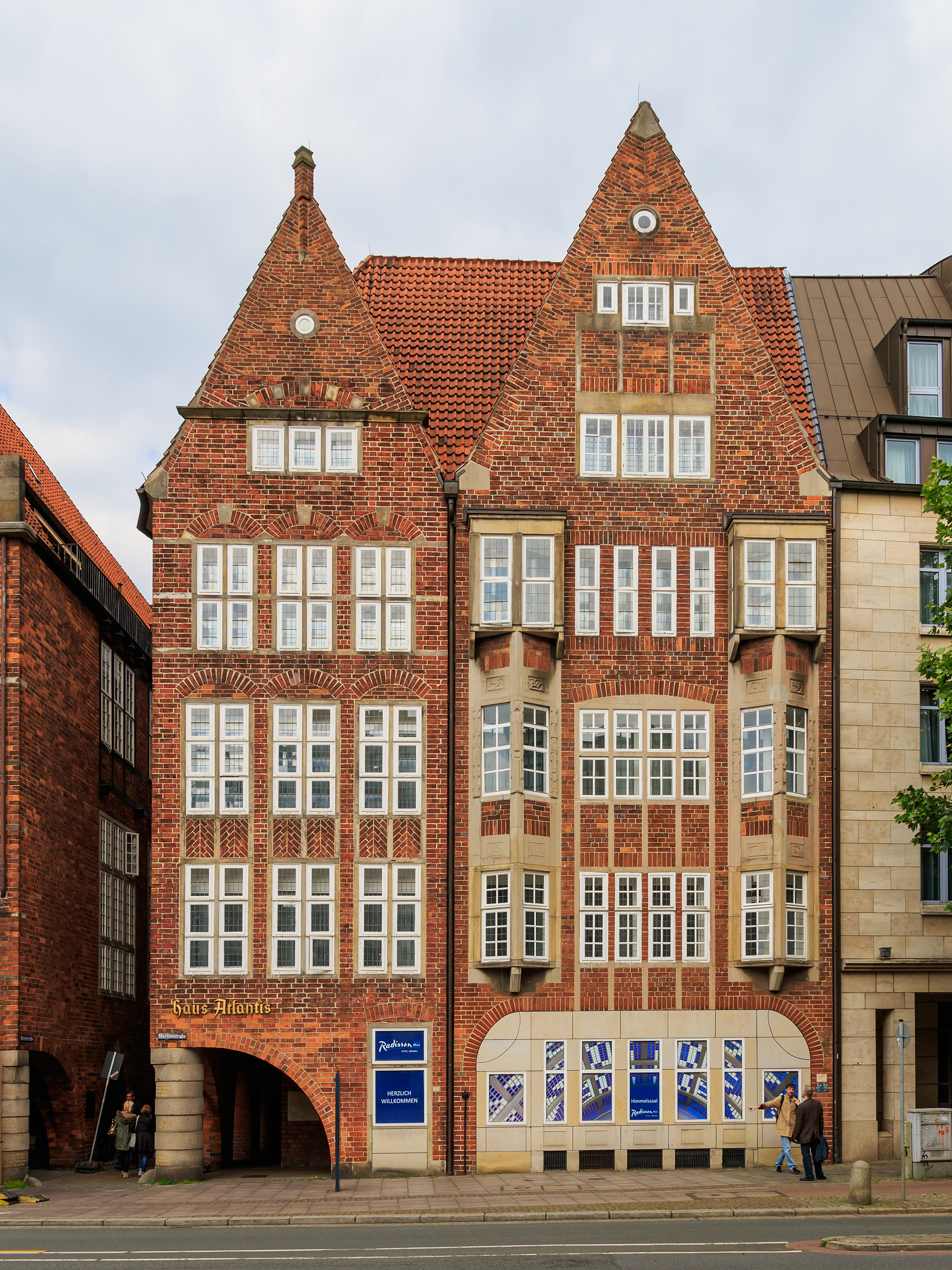
Haus Atlantis in Bremen, gevel door Mataré ontworpen

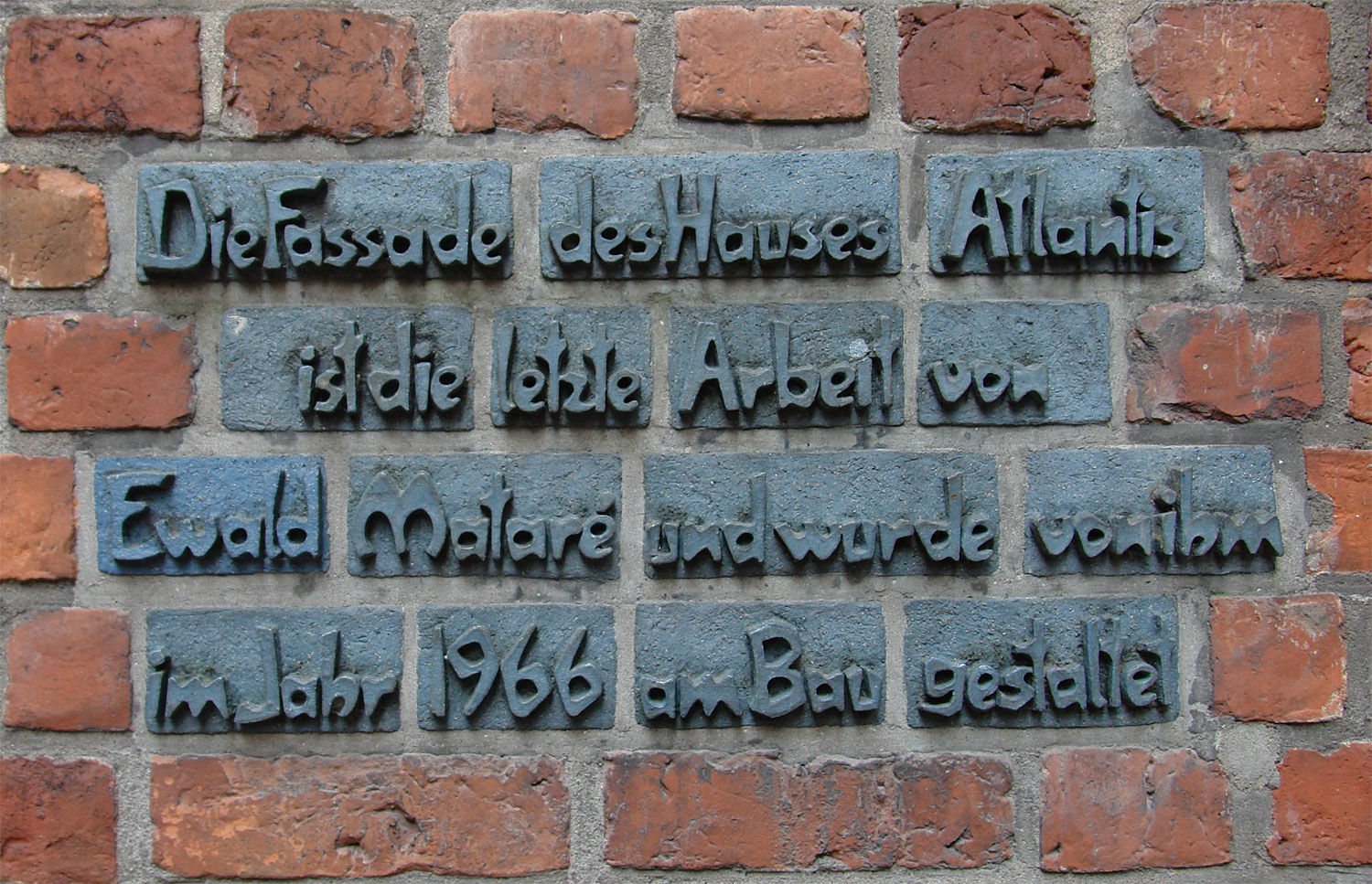
Plaquette aan het Haus Atlantis

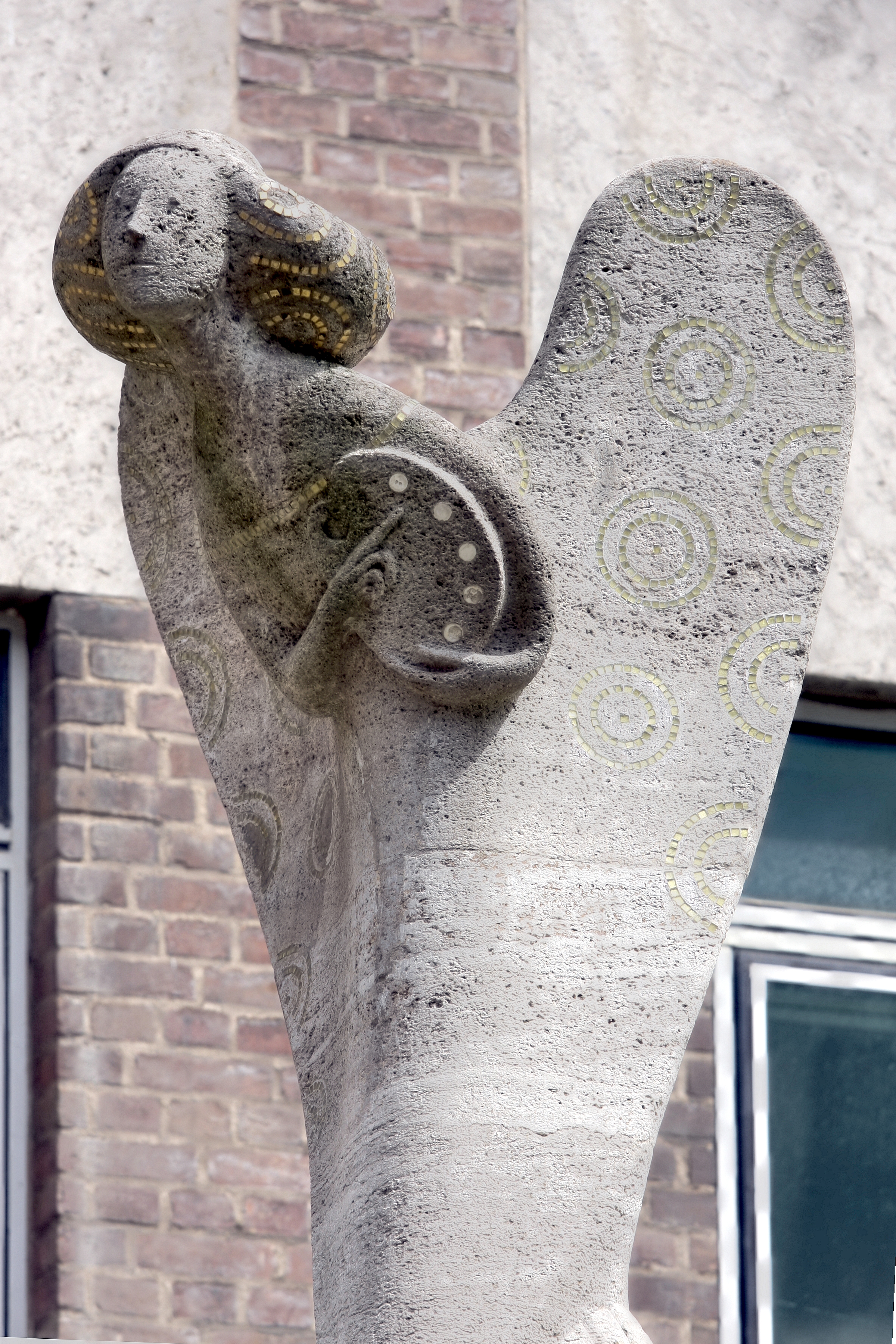
Keulen: Stephan-Lochner-Brunnen

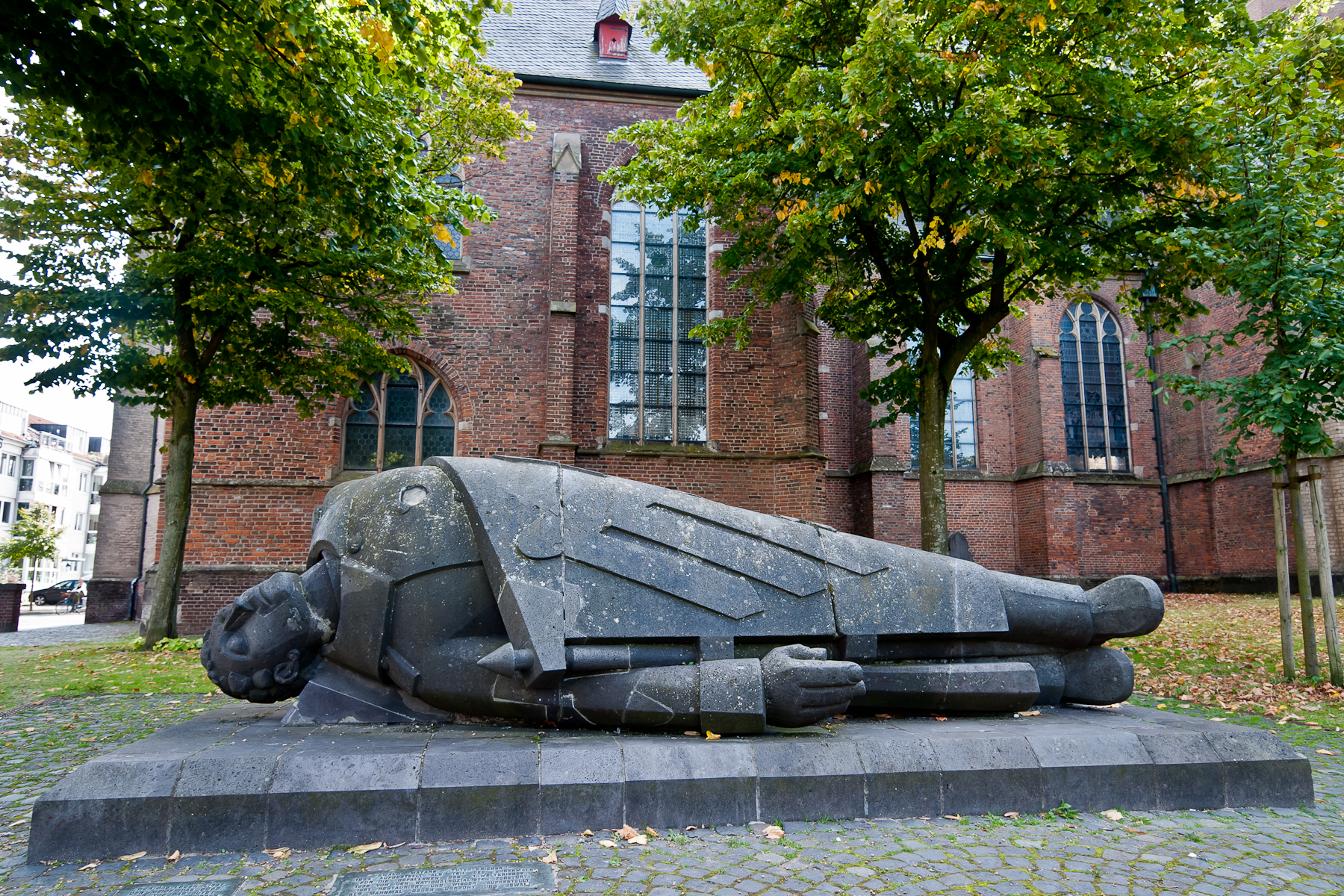
Kleef: Toter Krieger (1934, heropstelling in 1981)

Ewald Wilhelm Hubert Mataré (Aken-Burtscheid, 25 februari 1887 - Meerbusch bij Neuss, 28 maart 1965) was een Duitse kunstschilder en beeldhouwer. Hij werd bekend met expressief gestileerde mens en dierfiguren.

## Leven en werk
Mataré bezocht het gymnasium in Aken, kreeg in deze tijd privéles van de beeldhouwer Karl Krauß (1859–1906) en volgde vanaf 1907 een opleiding tot kunstschilder aan de kunstacademie van Berlijn. Hij was daar aanvankelijk in de leer bij professor Julius Ehrentraut en ook enkele maanden bij Lovis Corinth. Hij was Meisterschüler van de historieschilder Arthur Kampf. In 1916 vervulde hij zijn dienstplicht maar werd reeds na enkele maanden om gezondheidsredenen daarvan ontslagen. In 1918 werd hij lid van de kunstenaarsvereniging Novembergruppe. Pas na zijn studie begon hij met beeldhouwen. Het leeuwendeel van zijn oeuvre bestaat uit diersculpturen.
In 1922 trouwde hij met de 31-jarige Hanna Hasenbäumer. Samen kregen zij in 1926 een dochter: Sonja Beatrice. Toen hij 37 jaar oud was leed hij aan hevige depressies. In 1932 werd hij professor aan de kunstacademie Düsseldorf en verhuisde naar Büderich (Meerbusch). Nadat in 1932 de nationaalsocialisten aan de macht kwamen werd hij ontslagen. Hij kon daarna zijn kost verdienen met opdrachten van kerkelijke instituten.
Na de Tweede Wereldoorlog werd Mataré weer aangesteld aan de kunstacademie van Düsseldorf. Hij wees een aanstelling als rector van de hand omdat er nog vele docenten werkten, die ook tijdens het naziregime docent waren geweest en omdat er weinig interesse bestond voor zijn hervormingsplannen, die het ook voor 14-jarigen mogelijk moest maken met een studie te beginnen. Tot de beroemd geworden leerlingen uit de beeldhouwersklas van Mataré behoren Joseph Beuys, Erwin Heerich en Georg Meistermann.
Ook na de oorlog kreeg Mataré nog veel opdrachten van kerkelijke instanties, zo ontwierp hij bijvoorbeeld vier deuren voor het zuidelijke portaal van de dom van Keulen. Ewald Mataré nam in 1955 en in 1959 deel aan de eerste en aan de tweede documenta in Kassel.
In 1965 stierf Mataré aan een longembolie.

## Nalatenschap
Zijn nalatenschap werd in de jaren jaren 90 door zijn dochter Sonja Mataré (Aken, 9 augustus 1926 - Büderich 7 oktober 2020), geschonken aan Museum Kurhaus Kleef dat daarom als ondertitel draagt: Ewald Mataré Sammlung.

## Onderscheidingen
- 1914 Zilveren medaille van de Akademie der Bildenden Künste van Berlijn
- 1952 Thorn Prikker-prijs van de gemeente Krefeld
- 1955 Gouden medaille van de Triënnale in Milaan
- 1957 Stefan Locher-medaille van de gemeente Keulen
- 1958 Großes Verdienstkreuz van de Bondsrepubliek Duitsland

## Oeuvre
Werken van Mataré voor openbare locaties zijn o.a.:
- Deuren van de zuidelijke ingang van de dom van Keulen
- Duivenfontein voor de dom van Keulen
- Stephan-Lochner-Brunnen op de binnenplaats van het Museum für Angewandte Kunst in Keulen
- Deuren van de Vredeskerk in Hiroshima
- Vormgeving van het altaar in de St. Andreaskerk in Düsseldorf
- Voordeur en ramen van de Kunstacademie Düsseldorf
- Ingang van de St. Lambertusbasiliek in Düsseldorf.
- Feniks in het regeringsgebouw van Noordrijn-Westfalen
- Monument voor de gevallenen voor de Stiftskerk in Kleef

## Afbeeldingen

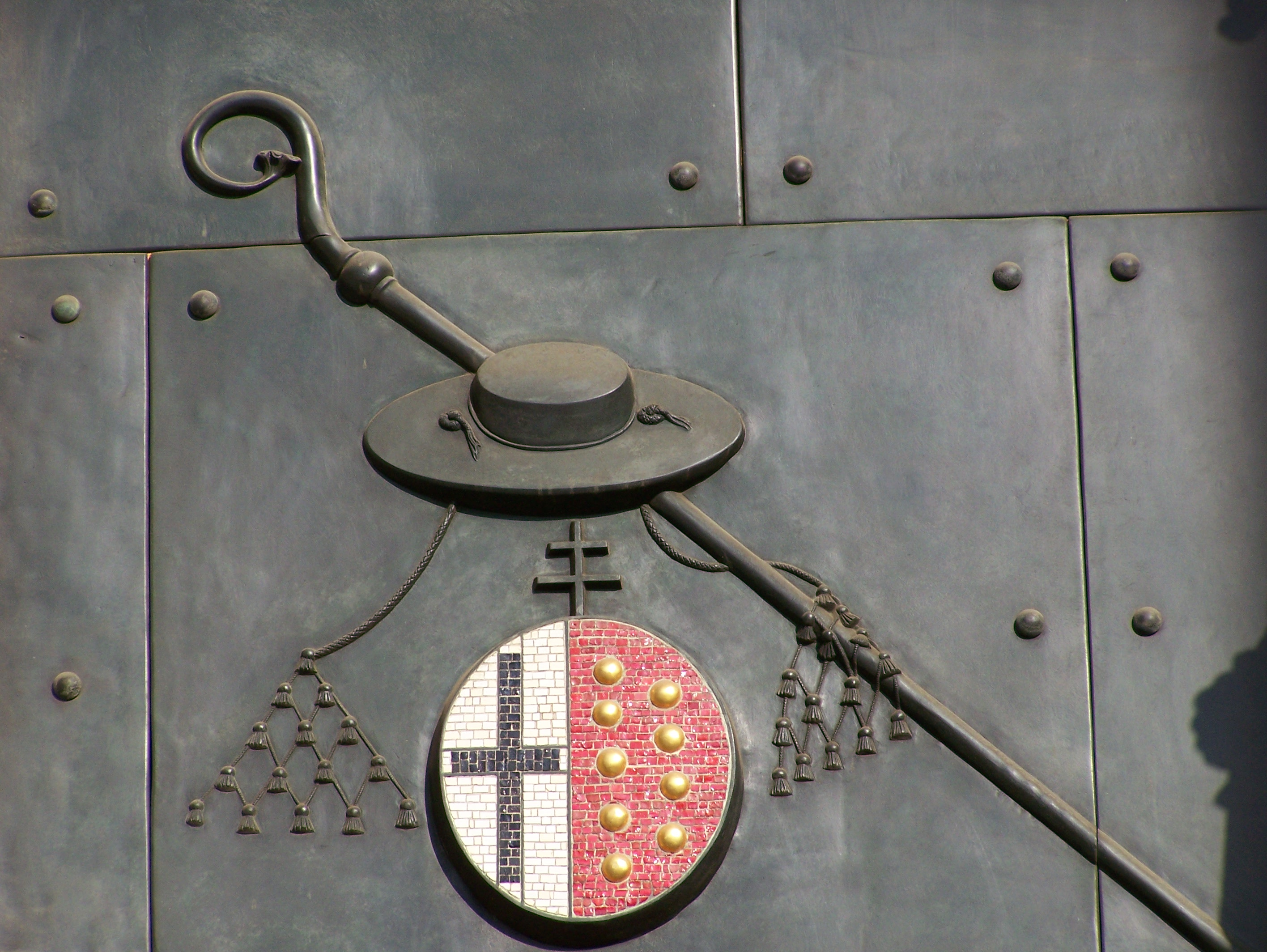
Detail zuiddeur Kölner Dom
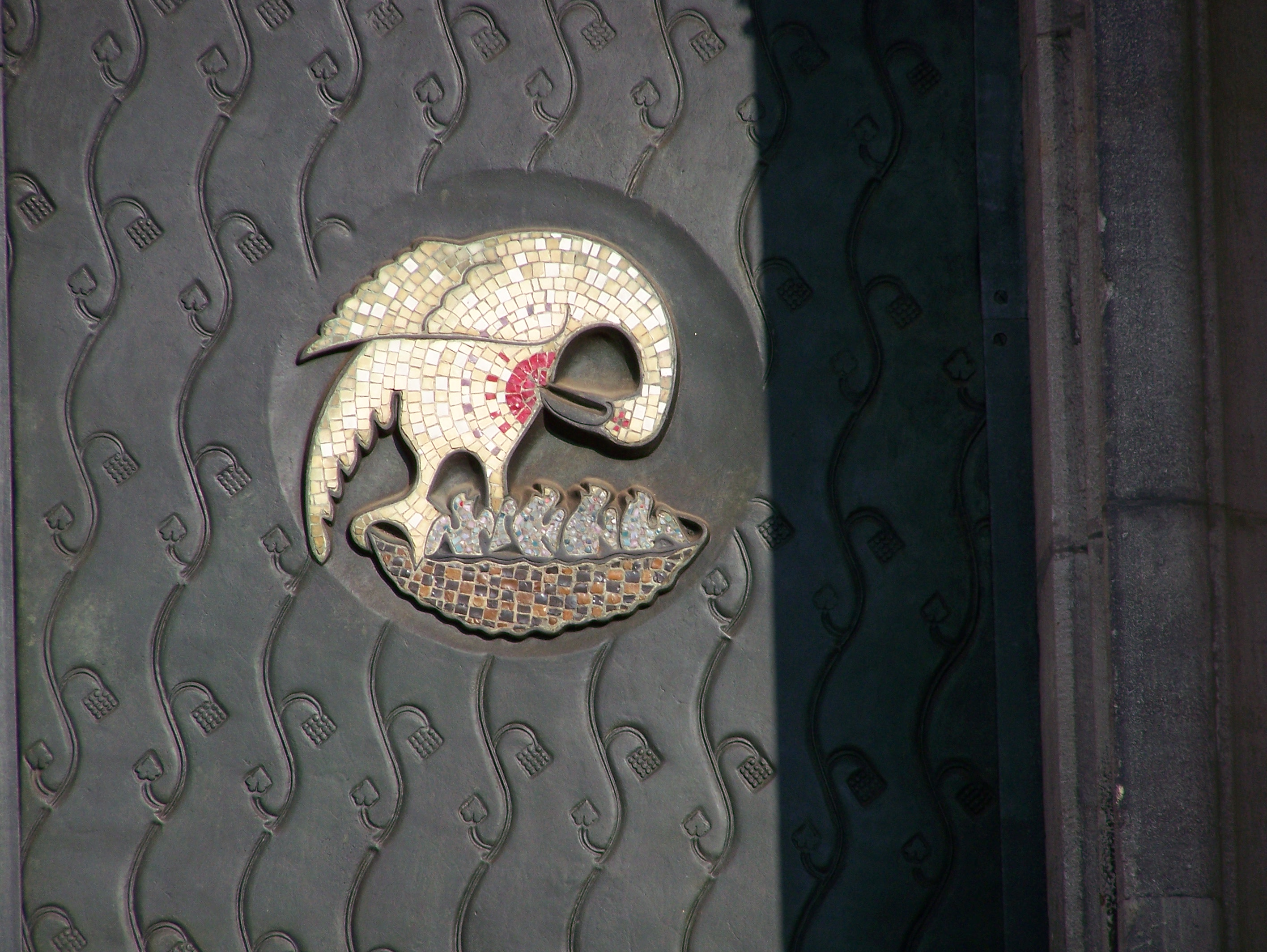
Detail zuiddeur Kölner Dom
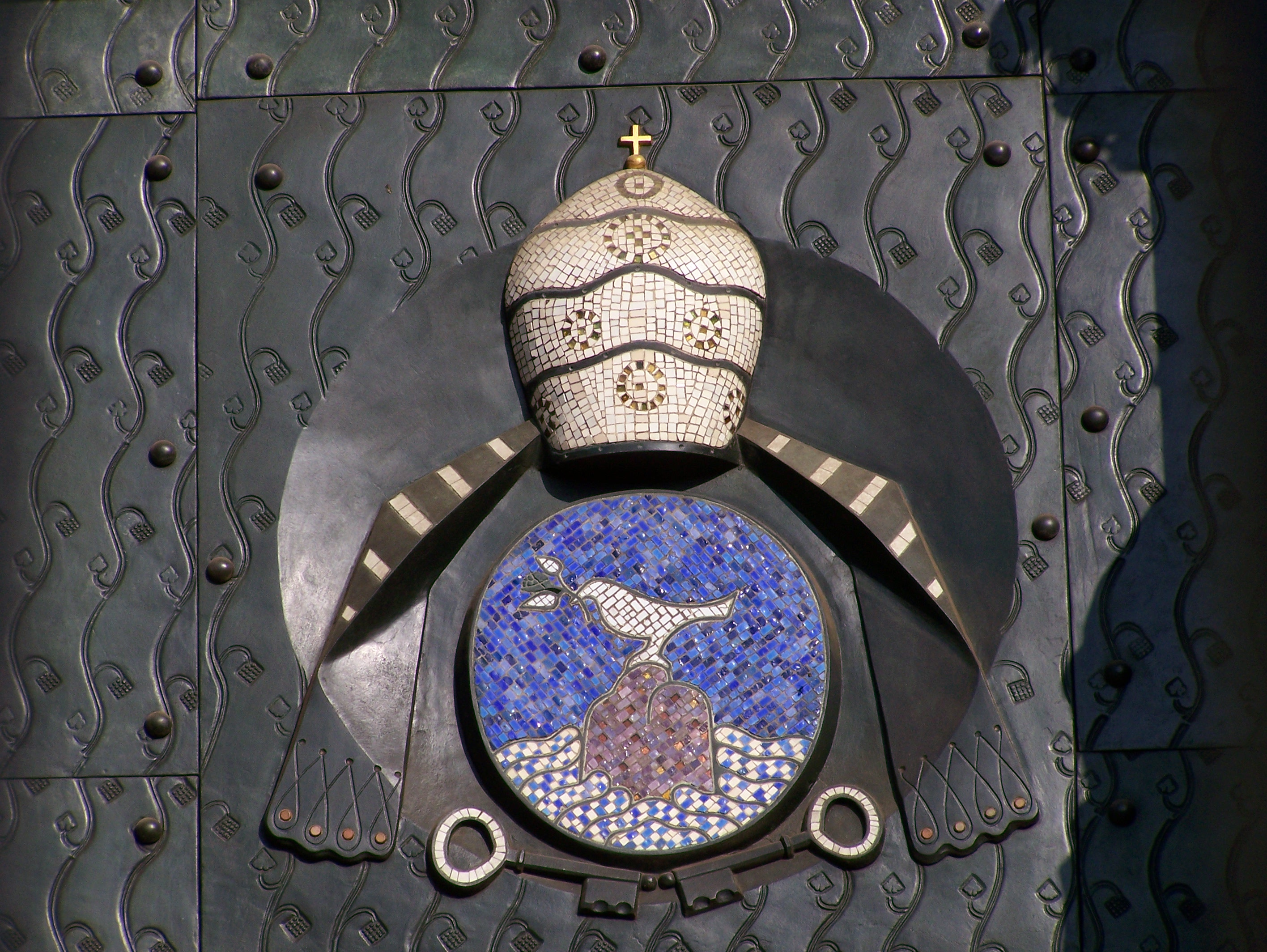
Detail zuiddeur Kölner Dom
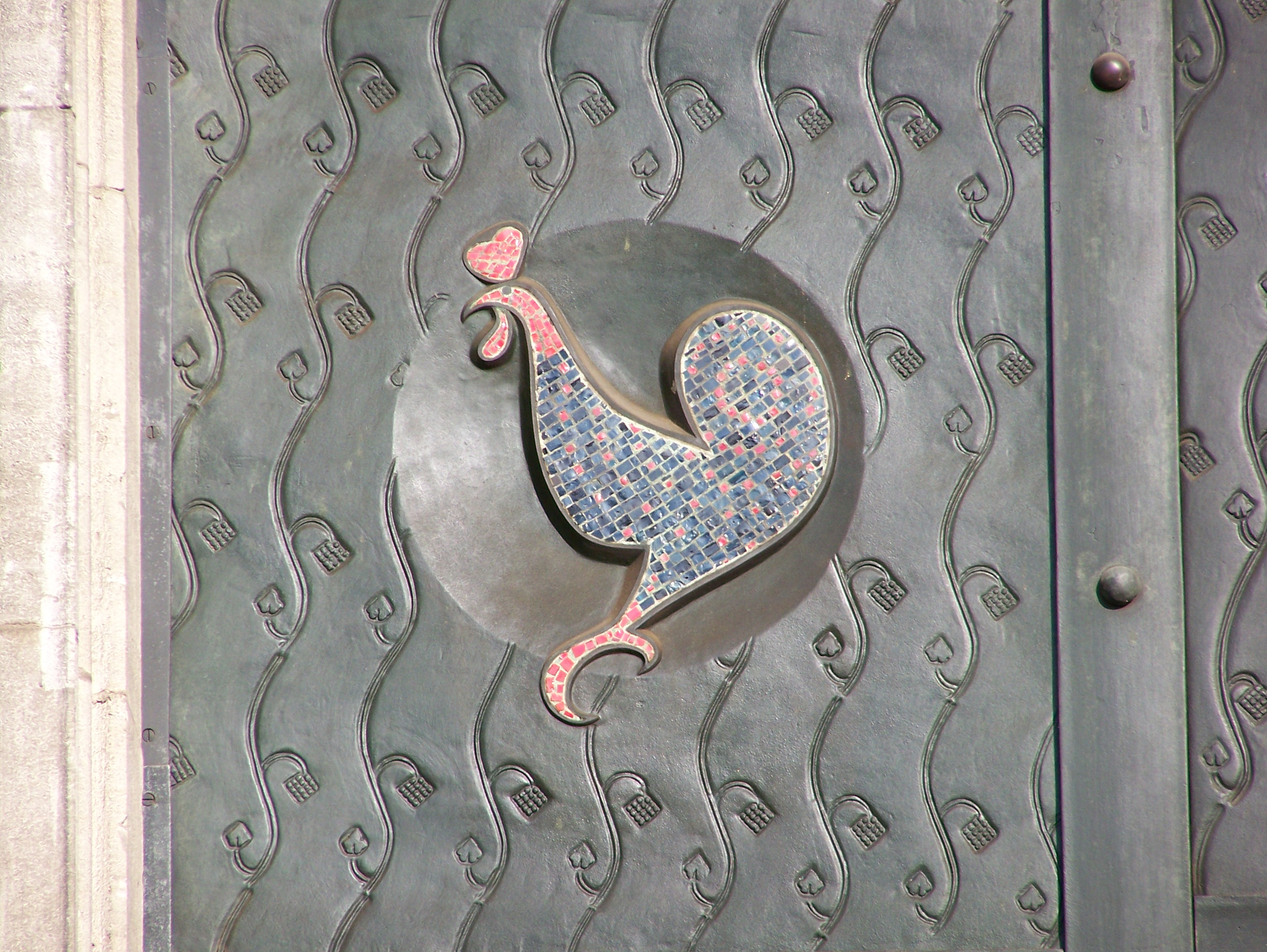
Detail zuiddeur Kölner Dom
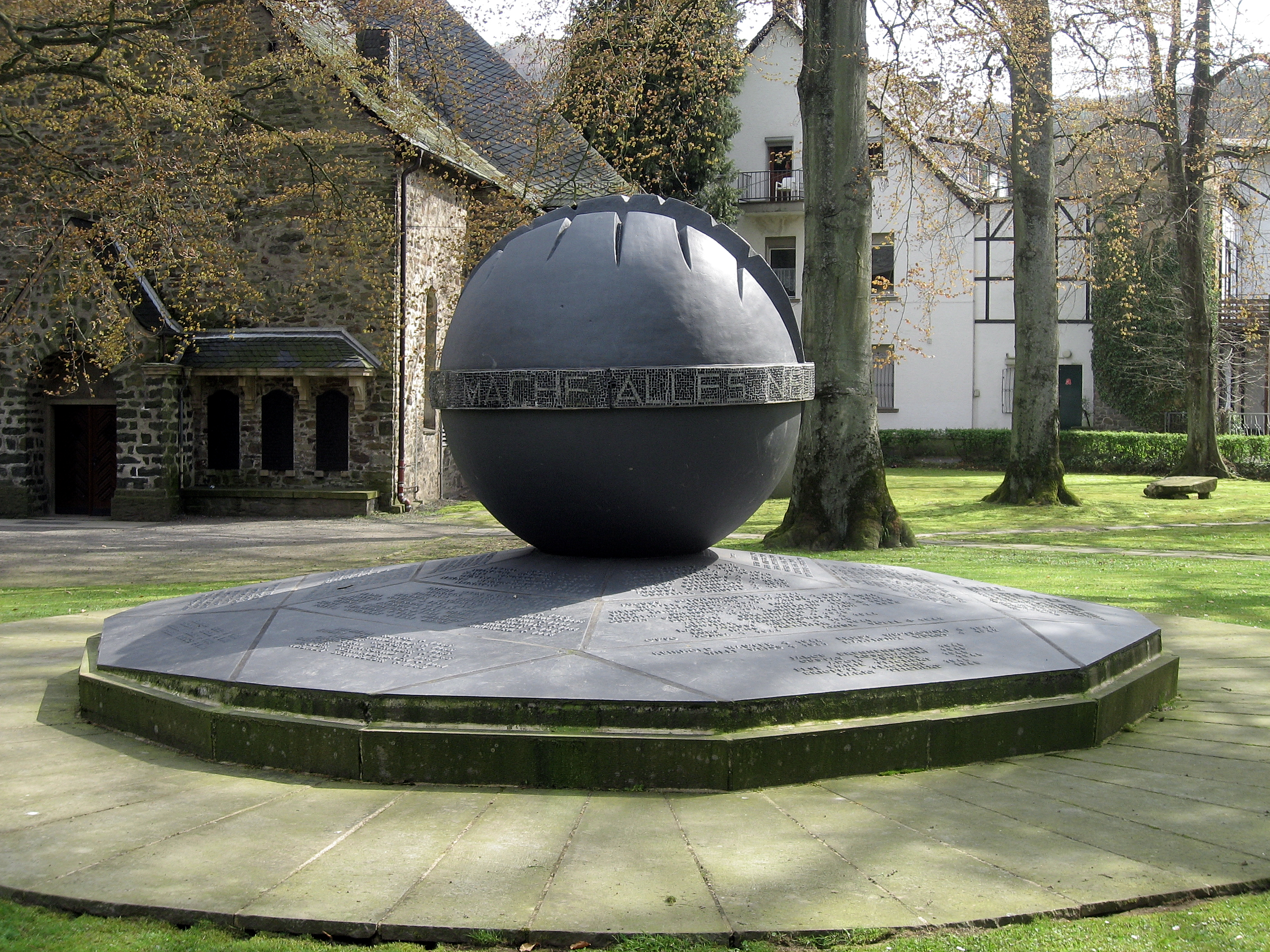
Hagen-Dahl: Monument voor de gevallenen (1957)
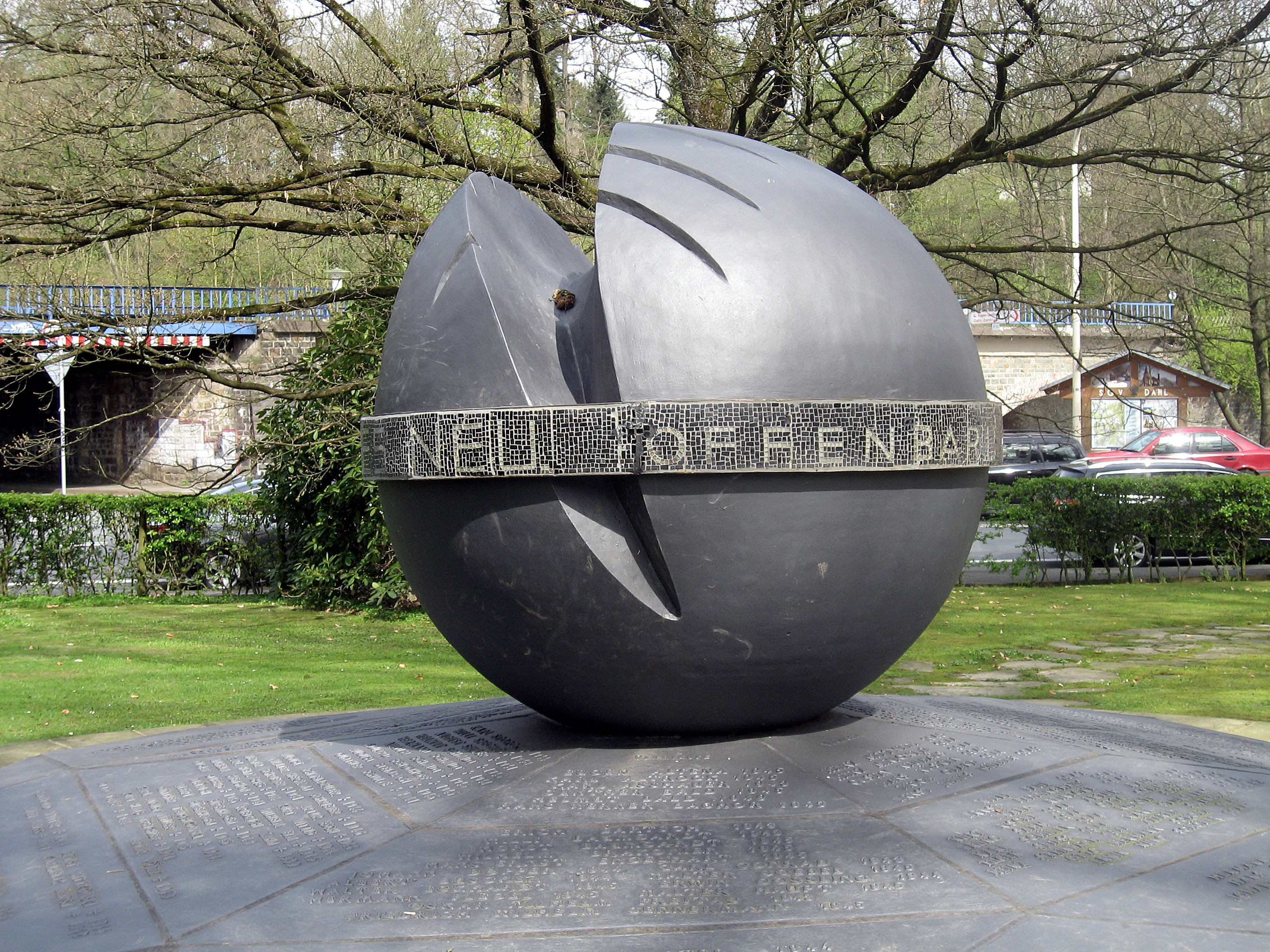
Hagen-Dahl: Monument voor de gevallenen